# Карпакова, Полина Михайловна
Поли́на (Пелаге́я) Миха́йловна Карпако́ва (26 апреля [8 мая] 1845 — 1920) — русская артистка балета, солистка московского Большого театра, первая исполнительница партии Одетты в балете Петра Чайковского «Лебединое озеро» (1877).

## Биография

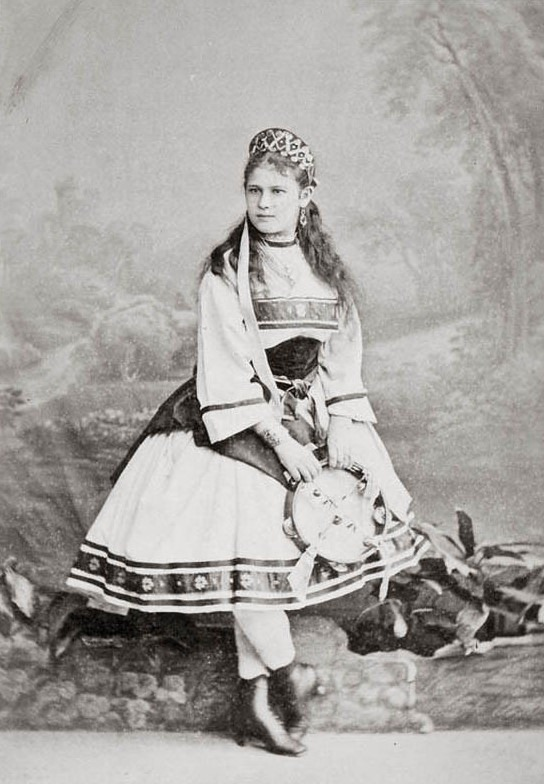
Полина Карпакова. Фотография, около 1870 года

Родилась в балетной семье: дочь танцовщика Большого театра Михаила Сергеевича Карпакова, племянница балерины Татьяны Карпаковой, сестра танцовщицы Н. М. Карпаковой. 
Училась в Московском хореографическом училище по классу педагога Карло Блазиса и Фёдора Манохина. Ещё ученицей исполняла сольные партии, в 1863 году дебютировала в партии Сильфиды в одноимённом балете Жана-Мадлена Шнейцхоффера (критика тогда отметила, что «при благодарной наружности у неё не хватает силы и твёрдости в танцах» После выпуска в 1865 году была зачислена в балетную труппу Большого театра, где вскоре стала одной из ведущих танцовщиц.
Обладала красивой внешностью, большим обаянием, кроме того, отличалась исключительной памятью и способностью запоминать любой танец с одной репетиции. В 1869 году стала первой исполнительницей партии Дульсинеи в единственном московском балете Мариуса Петипа «Дон Кихот». В 1877 году участвовала в премьере первого балета П. И. Чайковского «Лебединое озеро» (балетмейстер Вацлав Рейзингер), став первой исполнительницей партии Одетты. Уже после завершения работы над партитурой балета Чайковский по просьбе Карпаковой написал для неё вставной номер для III действия — «Русский танец» исполнялся балериной во всех представлениях балета при жизни композитора.
Сохраняла ведущее положение в московской труппе до прощального бенефиса в 1883 году, после чего оставила сцену.

## Репертуар
- Сильфида, «Сильфида» Филиппо Тальони
- Кати, «Маркитантка и форейтор» Артура Сен-Леона, в постановке автора
- Царь-девица, «Конёк-Горбунок» Артура Сен-Леона
- Медора, «Корсар» Жозефа Мазилье в редакции Жюля Перро, московская постановка Фредерика Малаверня
- Маргарита, «Фауст» Жюля Перро, московская постановка Карло Блазиса
- 14 (26) декабря 1869 — Дульцинея*, «Дон Кихот» Мариуса Петипа (Китри — Анна Собещанская, Базиль — Сергей Соколов)
- 25 января (6 февраля) 1870 — Трильби*, «Трильби[англ.]» Мариуса Петипа (Миранда — Лидия Гейтен)
- 20 февраля (4 марта) 1877 — Одетта*, «Лебединое озеро», постановка Вацлава Рейзингера

(*) — первая исполнительница партии.